# Jella Haase
Jella Haase, född 27 oktober 1992 i Berlin, är en tysk skådespelare.

## Biografi
Haase har medverkat i ett flertal filmer och TV-produktioner där hon även spelat huvudrollen. Hon har även vunnit flera priser för sina prestationer. För filmerna Krigaren och Lollipop Monster vann hon Bavarian Film Award för bästa nya skådespelare. År 2016 blev hon tilldelad Shooting Stars Award. Hon har även medverkar i den svenska filmen Unga Sophie Bell. I filmerna Pysslingarna och Tandfen i trubbel gör hon rösten till huvudrollerna Helvi respektive Violetta. I Netlix-produktionen Kleo spelar hon titelkaraktären.

## Filmografi (i urval)
- 2011 – Krigaren
- 2011 – Lollipop Monster
- 2015 – Unga Sophie Bell
- 2021 – Pysslingarna
- 2022 – Tandfen i trubbel
- 2022–2024 – Kleo (TV-serie)